# R136a1
RMC 136a1（通称 R136a1）は、タランチュラ星雲にある散開星団のNGC 2070の中心にある超星団「R136」に属するウォルフ・ライエ星に分類される恒星である。銀河系の近隣にある銀河として知られている大マゼラン雲の中に位置しており、地球からは約49,970パーセク（約163,000光年）の距離にある。既知の恒星の中で最も大きな質量と光度を持ち、質量は315太陽質量、光度は約8,700,000太陽光度と推定されており、最も表面温度が高い恒星の1つでもある。

## 発見
1960年、南アフリカ共和国のプレトリアにあるラドクリフ天文台で働いていた天文学者のグループが、大マゼラン銀河内の明るい恒星の光度とスペクトル分類の体系的な測定を行った。カタログに掲載された天体の中には、タランチュラ星雲の「中心星」としてRMC 136（通称 R136、ラドクリフ天文台マゼラン雲カタログ番号136番の意）が記載されていた。その後の観測によりR136は、すぐ近くにある大きな恒星が形成されている空間の中心である、HII領域と言われるイオン化された水素から成る巨大な領域の中央にあることが示された。
1979年、ヨーロッパ南天天文台（ESO）の3.6メートル望遠鏡（3.6 m telescope）を使用した観測によりR136はR136a、R136b、R136cの3つの天体に分離された。しかし、このうちのR136aは正確な特徴が不明瞭であったことから、R136aについて激しい議論が交わされた。中心部の明るさは、星団の中心0.5パーセク（1.63光年）の範囲内に高温のO型主系列星が100個も存在しなければならないと推定され、太陽の3,000倍もの質量を持つ恒星が存在するという可能性が最も理にかなった説明であると推測された。
R136aが星団であることは、1985年にWeigeltとBeierによって初めて立証された。彼らはスペックル干渉法を使用して、R136aは中心から1秒以内の範囲に存在する8個の恒星で構成され、そのうちR136a1が最も明るい恒星であることを示した。
R136aの性質を観測する最終確認はハッブル宇宙望遠鏡の打ち上げ後に行われた。ハッブルに搭載されている広視野惑星カメラ（WFPC）は、R136aを少なくとも12個の恒星に分解し、R136全体で少なくとも200個以上の高輝度星が含まれていることを示した。より高度な観測が行えるように改良された広視野惑星カメラ2（WFPC2）により、中心から0.5パーセクの範囲内にある46個の大質量で明るい恒星と、半径4.7パーセク（15.3光年）の範囲内にある3,000個を超える恒星の研究が可能になった。

## 可視性

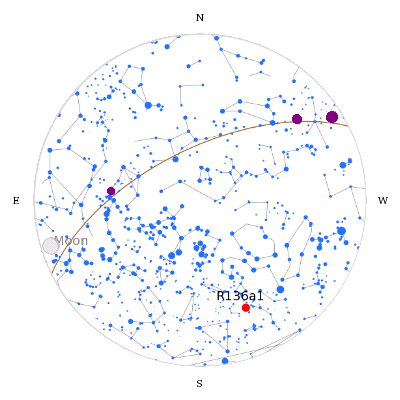
アルゼンチンから見た天球上におけるR136a1の位置

夜空ではR136は大マゼラン雲のタランチュラ星雲内に存在する星団NGC 2070の中心にある10等級の恒星として見える。1979年にR136aをR136の構成部分として検出するには口径3.6 mの望遠鏡が必要であった。R136a1をR136aと分解するには、宇宙望遠鏡または補償光学（AO）、スペックル干渉法による観測が必要となる。
天候や光害の影響を受けなければ、南緯20度線以南の地域では大マゼラン雲は毎夜一晩中、観測することができる。北半球では北緯17度線以南の地域で観測することができる。北アメリカ（メキシコを除く）、ヨーロッパ、北アフリカ、アジアのほとんどの地域はこれらの領域に含まれず、大マゼラン雲を観測することはできない。

## 周辺

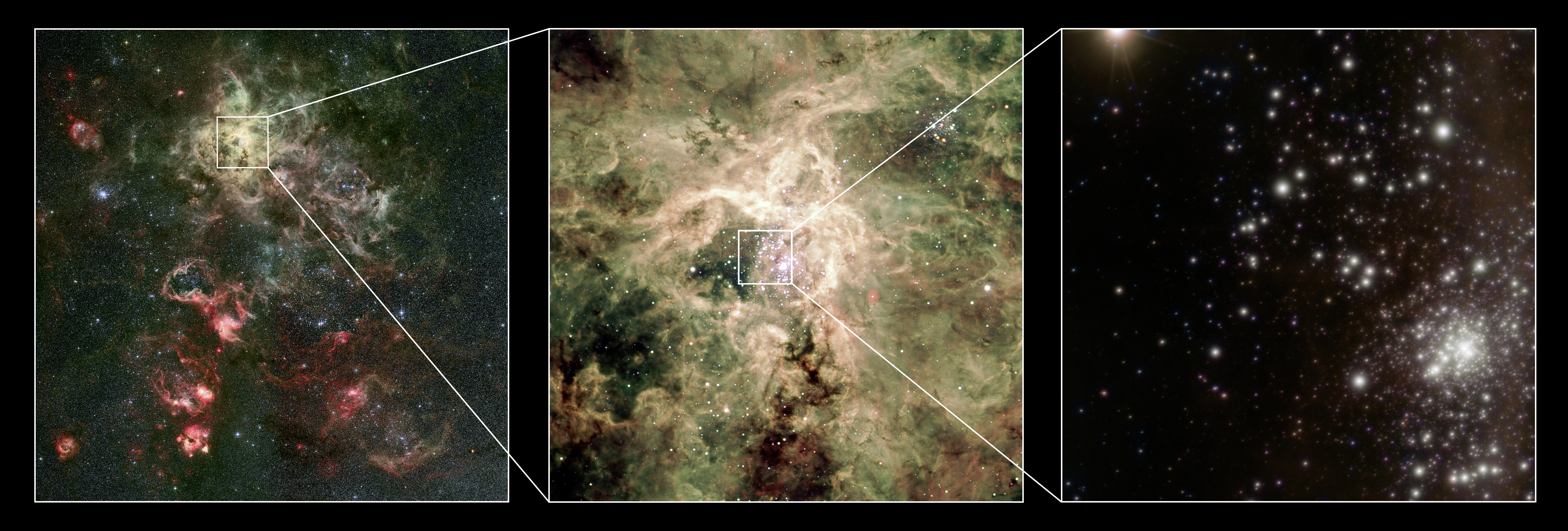
タランチュラ星雲からR136へと拡大した画像。R136a1、R136a2、R136a3が右下にかろうじて映されている。

R136の中心にあるR136aは、少なくとも12個の恒星から成る密集した明るい恒星の集団で、そのうちR136a1、R136a2、R136a3は最も顕著で、これらは全て非常に明るく重いスペクトル分類WN5h型の恒星に分類される。R136a1は、星団内で2番目に明るい恒星であるR136a2からは5,000 au離れている。
R136は、地球から約163,000光年離れた位置にある大マゼラン雲内にあり、その南東部に見える「かじき座30番星」とも呼称されるタランチュラ星雲の中心にある。R136自体は、それよりもはるかに大きな散開星団NGC 2070の中心核となっている。
このような遠方にあるので、R136a1は星間塵によって比較的見えにくくなっている。この星間減光（星間赤化）により、可視光線での明るさは約1.8等級暗くなっているが、近赤外線ではわずか約0.22等級しか減光していない。

## 特徴

### 伴星
大質量の恒星が伴星を持つ連星系であることはとても普遍的なことだが、周囲に大型の伴星が確認されていないため、R136a1は単独の恒星と見られている。
チャンドラX線観測衛星を用いた観測で、R136から放出されたX線が検出されている。R136aとR136cは共に明確に検出できたが、R136aを分解することはできなかった。別の研究では、R136a1とR136a2のペアをR136a3から分離することに成功している。この観測では、両者がColliding-wind binaryと呼ばれる、互いの恒星が強い恒星風を放出するタイプの連星系ではないことを示すものと考えられる比較的穏やかなX線が検出された。
ドップラー効果による急速な視線速度を捉える観測では、R136a1の近くに同程度の質量を持つ伴星の存在が予想されているが、R136a1のスペクトルにはそのような兆候は見られない。軌道傾斜角が大きい伴星や遠方にある伴星、もしくはR136a1と別の恒星が偶然整列していることによる可能性も完全には排除できないが、そうした可能性は低いと考えられている。R136a1と極めて質量が不均一な小型の伴星が存在する余地はあるが、仮に存在しているとしても、R136a1の特性を示すモデリングには影響しないとされている。

### 分類

恒星のスペクトル分類

R136a1は高輝度のスペクトル分類WN5h型の恒星で、ヘルツシュプルング・ラッセル図（HR図）では左上の隅に位置する。このスペクトル分類に属する中でも特にスペクトルに広い輝線が含まれるウォルフ・ライエ星に分類される。ウォルフ・ライエ星のスペクトルには窒素、ヘリウム、炭素、酸素、場合によってはケイ素のスペクトル線が含まれているが、通常、水素のスペクトル線は見られない、もしくは微かなものになる。WN5型星は中性ヘリウムのスペクトル線よりもかなり強く、イオン化された窒素（N III、N IV、N V）からの放射の強さとほぼ等しいイオン化されたヘリウムの放射に基づいて分類されている。スペクトル分類内の「h」は、スペクトルに顕著な水素の放出が見られることを意味し、表面付近の質量の40%を水素が占めていると計算されている。
分類としてのWN5h型星は、まだ核融合反応により中心部で水素の燃焼が起きている巨大な明るい恒星である。WN5h型星の輝線スペクトルは高密度で強力な恒星風によって生じており、ヘリウムや窒素の濃度が大きいのはCNOサイクルで生成された物質の表面への対流混合に起因している。

### 距離
R136a1までの距離を直接求めることはできないが、地球からは大マゼラン雲と同じ約163,000光年離れていると想定されている。

### 質量
R136a1は、現在知られている中では最も質量が大きな恒星である。
非局所熱力学平衡ブランケット効果CMFGENモデル、およびTLUSTYモデル大気コードを組み合わせたところ、近赤外線のスペクトル（Kバンド）から、265太陽質量というR136a1の進化論的質量が導き出されている。このモデルは、WN6h型の連星であるNGC 3603-A1から導出された動的質量に対して検証されたもので、地球から見ると一直線上、もしくは離れたところに予期しない伴星が存在している場合、R136a1とその伴星の質量はそれぞれ150太陽質量となる。予想されるR136a1の特性は、大マゼラン雲で約170万年間輝き続けた後に見られる金属量を持ち、かつ形成初期は急速に自転していた太陽の320倍の質量を持つ場合とよく一致している。
R136a1が単独の恒星であると想定して、光学スペクトルそして紫外線スペクトルと質量光度関係を持つPoWR（ポツダムウォルフ・ライエ）大気モデルを使用した同様の解析では、太陽の256倍という質量値が得られている。
BONNSAIモデルを用いて行われた最近の分析では、観測で得られたパラメーターに進化モデルを一致させることで年齢と質量を割り出しており、これにより形成初期の質量として325+55
−45太陽質量、現在の質量として315+60
−50太陽質量という値が導き出されている。

### 質量の損失
R136a1は2,600 ± 150 km/sもの速度に達する強い恒星風によって極端な質量損失を受けている。これは光球上にある非常に高温の加速物質（Accelerating material）からの電磁放射が重力よりも強いため、表面から離れていくことで引き起こされている。質量の損失の度合いは、表面重力が小さく、かつ光球内での重元素の量が多い高光度の恒星で最大となる。R136a1は年間5.1×10−5太陽質量（3.21×1018 kg/s）という、太陽の10億倍以上のペースで質量を失っていると予想されている。

### 光度

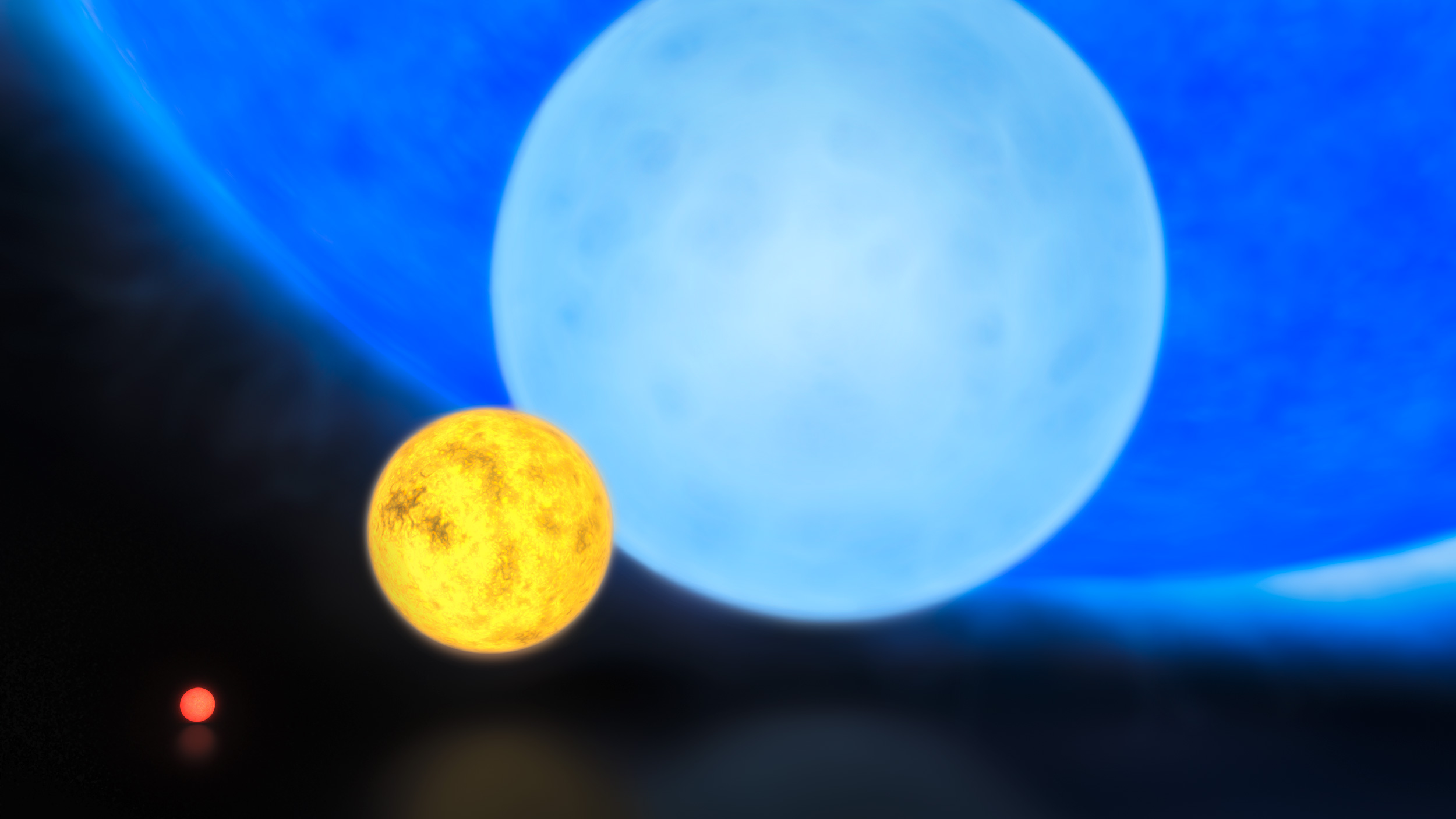
左から赤色矮星、太陽、B型主系列星、R136a1の大きさを比較した画像

R136a1は現在知られている中では最も光度が大きい恒星で、その光度は約8,710,000太陽光度に達し、太陽が1年かけて放出した量よりも多いエネルギーをわずか4秒で放出している。R136a1が既知の恒星の中で最も質量が大きく、かつ最も光度が大きい恒星であると認識されたのは2010年になってからで、それ以前の推定ではR136a1の光度は1,500,000太陽光度とされていた。仮に太陽系内においてR136a1を太陽の位置に置くと、地球からは太陽よりも94,000倍明るい、-39等級の明るさで見える。太陽系に最も近い恒星であるプロキシマ・ケンタウリ（約4.2光年、約1.3パーセク）の位置にR136a1がある場合、地球からは満月とほぼ同じ明るさで見える。10パーセク（32.6光年）離れた位置にある時の見かけの明るさを示す絶対等級は-7.9等級で、これは地球から見た金星より3倍明るい。
R136a1は、スペクトル分類O7型の主系列星70個分に相当するタランチュラ星雲全体の約7%の電離束（Ionizing flux）を供給している。そしてR136a2、R136a3、R136cと共にR136全体の43～46%のライマン連続放射（Lyman continuum radiation）を生成している。
質量の大きい恒星は、表面から外向きに作用する放射圧が恒星の中心方向に作用する重力の強さと等しくなる光度であるエディントン限界（エディントン光度）に近い光度を持つ。エディントン限界に近づくと、恒星は非常に多くのエネルギーを生成するため、外層が宇宙空間に急速に放出されてしまう。これにより、恒星が長期間に渡ってより強い光度で輝くことは事実上、制限されている。古典的なエディントン限界は、静水圧平衡にないR136a1などの恒星には適用できず、その計算は実際の恒星に対して行うには非常に複雑なものであった。より経験的なHumphreys–Davidson限界は観測された恒星の光度の限界として求められるが、最近のモデルでは大質量の恒星に適用できる、さらに有用で理論的なエディントン限界の計算が行われている。R136a1は現在、エディントン限界の約70%の光度で輝いている。

### 表面温度
R136a1の表面温度は太陽の10倍近く高い約50,000 K（約49,700 ℃）で、極紫外線の放射が最も多い。
R136a1のB-V色指数は0.03で、これは典型的なF型主系列星に相当する色である。ハッブル宇宙望遠鏡の広視野惑星カメラ2（WFPC2）の336 nmおよび555 nmフィルターを用いて測定されたU-V色指数は-1.28であり、R136a1の表面温度が非常に高いことを示している。黒体に対するこの様々な色指数の変動は星間減光（星間赤化）に起因している。赤化の度合い（EB-V）を用いれば、見かけ上明るさが減光している度合い（AV）を推定することができる。測定では赤化の度合いは0.29 - 0.37と求められており、これに基づいて見かけ上の減光の度合いは約1.80等級、星間減光の影響を考慮しない固有のB-V色指数（B-V0）は-0.30とされているが、0.1秒離れた位置にある近隣のR136a2の影響でかなりの不確実性がある。
恒星の表面温度は色から概算することができるが、これはあまり正確な方法ではなく、正確な表面温度を導出するには大気モデルへのスペクトルの適合が必要となる。異なる大気モデルを用いて求められたR136a1の表面温度は50,000 - 56,000 Kである。古いモデルでは表面温度は45,000 Kとされていたため、現在よりも光度が大きく過小評価されていた。あまりに極端な温度を持つため、放射のピークは波長50 nmであり、放射のほぼ99%が可視光線以外の波長で放射されている（放射補正は約-5）。

### 大きさ

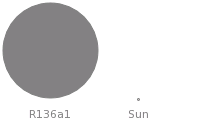
太陽とR136a1の大きさの比較

R136a1の半径は太陽の約30倍（約21,000,000 km、0.143 au）であり、体積は太陽の27,000倍に相当する。
R136a1には地球や太陽のような明確に定義できる可視的な表面は存在しない。静水圧平衡を満たす恒星の本体は、外部に放出される恒星風に乗って加速される高密度の大気に覆われている。この恒星風内の任意の地点が半径を測定するための「表面」とみなされるため、測定者ごとによって異なる定義の「表面」が大きさの測定に用いられる可能性がある。恒星の温度は通常同じ深さの地点を表面と基準として引用されるため、半径と温度は光度と対応している。
R136a1の大きさは最も半径が大きい恒星よりもはるかに小さく、太陽の数百倍から数千倍の大きさを持つ赤色超巨星の方が数十倍大きい。大きな質量を持つが、その割には半径はそこまで大きくないため、R136a1の平均密度は太陽の約1%に相当する約14 kg/m3しかない。

### 自転
光球が高密度の恒星風によって隠されており、自転によるドップラー効果の広がりを測定するのに必要な光球のスペクトル線がスペクトル上に存在しないため、R136a1の自転速度を直接測定することはできない。波長2.1 μmのイオン化された窒素（N V）のスペクトル線は恒星風の比較的深い領域で生成され、自転速度の推定に用いることができる。R136a1の半値幅は約15 Åで、これは恒星の自転が低速もしくは自転していないことを示しているが、地球に対して自転軸を向けている場合でもこのような値が得られることがある。一方でR136a2とR136a3は高速で自転しており、現在のR136a1に最も近い進化モデルを適用すると、約175万年後の赤道における自転速度は約200 km/sとなる。

## 進化

### 現在の状態
R136a1は現在、中心核の高温によって生じたCNOサイクルにより水素が燃焼されてヘリウムに変換される核融合反応が起きており、事実上は主系列星の段階にある。極端な光度によって引き起こされる高密度の恒星風によって放出スペクトルが生成され、強力な対流によってヘリウムと窒素が表面で混合されている。恒星全体の90%以上で対流が起きており、表面に対流がない非対流層がある。

### 発達

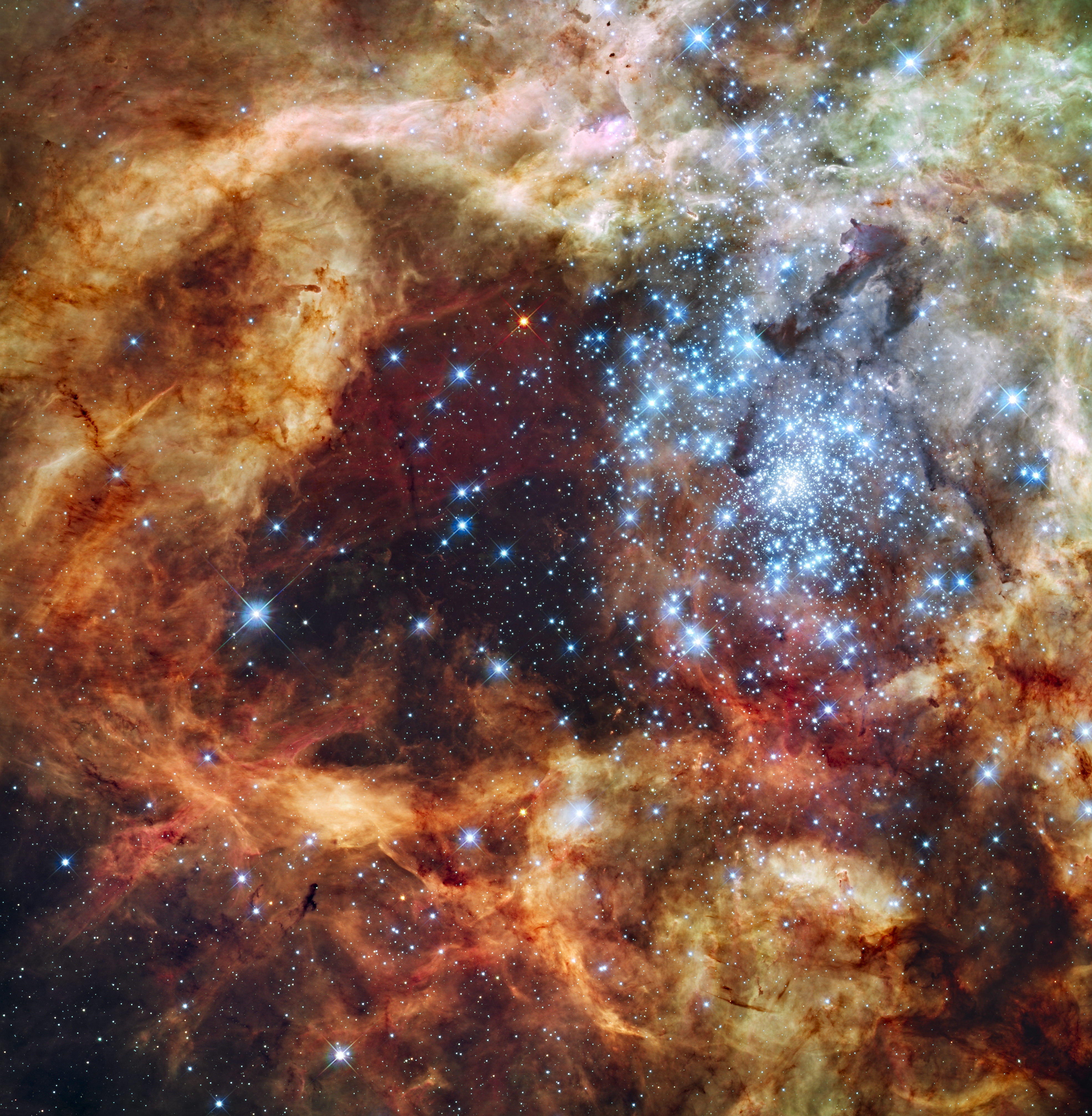
大マゼラン雲の大規模な星形成領域にあるR136星団

分子雲からの降着による星形成のモデルでは、放出される放射線によって更なる降着が妨げられることで恒星の質量に上限があることが予測されている。種族Iの恒星の金属量から考えられる最も単純な降着モデルでは、恒星の質量の限界は40太陽質量と低い値にしているが、より複雑な理論では上限はその数倍大きくなる。現在では恒星の上限質量として150太陽質量という経験的限界が広く受け入れられている。R136a1は明らかにこれらの限界を超越していて、これらの限界を潜在的に除外する単独星の新しい降着モデルの開発につながっており、恒星同士の合体によってさらに大規模な恒星が形成される可能性をもたらしている。
単独星として降着から形成されたそのような巨大の恒星の特性については未だ不確かである。合成スペクトルでは、主系列星の光度階級（V）または通常のO型星のスペクトルでさえも持たないことが示されている。エディントン限界に近い光度と強い恒星風は、R136a1が明確な恒星として見えるのであればIf*型もしくはWNh型のスペクトルを生成していた可能性がある。ヘリウムと窒素は、大きい対流核と激しい質量損失によって表面で急速に混合されており、それが恒星風の中に存在していると、特徴的なウォルフ・ライエ星型の放出スペクトルが生成される。非常に大きい質量を持つ零歳主系列星（ZAMS）は少し温度が低くなり、大マゼラン雲の金属量の値から150 - 200太陽質量の質量を持つ恒星の最大温度は約56,000 Kと予測されているため、R136a1はやや質量が小さい他のいくつかの主系列星よりもわずかに温度が低くなっている。
中心核で水素の燃焼が起きている間は核内のヘリウムの割合が増加していき、ビリアル定理により核の圧力と温度が増加していく。これにより光度が増加し、R136a1は形成された時よりもやや明るくなっている。一方で温度はわずかに低下しているが、恒星の外層が膨張し、さらに激しい質量損失が引き起こされている。

### 将来
R136a1が将来どう発達するかは不確実で、それを予測するのに必要なR136a1と同等の恒星は知られていない。質量の大きい恒星の進化は失われる可能性のある質量の大きさに依存しており、様々なモデルから異なる結果がもたらされているが、どれも実際の観測結果と完全には一致していない。中心核の水素が枯渇し始めると、WNh型の恒星は高光度青色変光星（LBV）に進化すると考えられている。LBVは恒星が極端な質量損失を起こす重要な段階で、太陽に近い金属量を持つ恒星を水素のないウォルフ・ライエ星に変化させることがある。非常に大きな対流核、高い金属量、または自転による更なる物質の混合により、十分に強い中心核から表面への混合を伴う恒星はLBVの段階を飛ばして、水素に富むWNh型星から水素に欠けたWN型星に直接進化する可能性がある。水素による核融合は約200万年間強に渡って続き、最終的にR136a1の質量は太陽の70 - 80倍になると予想されている。大マゼラン雲と同様の金属量を持つ単独の恒星は、たとえ形成当初に非常に速く自転していたとしても、水素による核融合が終わるころには自転速度がほぼゼロになるほど自転にブレーキがかけられる。
水素に代わってヘリウムの核融合が始まると大気中の残りの水素が急速に失われ、R136a1は急速に収縮して水素を含まないWNE型星になり、光度が下がる。この時点でのウォルフ・ライエ星は主にヘリウムで出来ており、これらは水素を燃焼している主系列星に類似しているが、それより高温の零歳ヘリウム主系列星（Zero Age Helium Main Sequence、He-ZAMS）と呼ばれる分類上に位置づけられる。
ヘリウムの燃焼が進んでいる間は合成された炭素と酸素が中心核に堆積していき、激しい質量損失が続く。これだと最終的にはWC型星のスペクトルが生成されるが、大マゼラン雲内の金属量では、恒星はヘリウムの大部分をWN型星のスペクトルを持つ段階のうちに燃焼してしまうことが予想されている。ヘリウムの燃焼が終わるにつれて中心核の温度上昇と恒星の質量損失が進行することにより、光度と温度の両方が増加し、スペクトル分類はWO型に変化する。ヘリウムの核融合による燃焼には数十万年が費やされるが、さらに重い元素の核融合による燃焼の最終段階は数千年しか持続されない。最終的にR136a1は太陽の50倍強の質量にまで収縮し、中心核の周囲にはわずか太陽の半分の質量のヘリウムが残される。

### 超新星爆発

恒星の初期質量と金属量から予測される超新星爆発後に残される天体の分布

白色矮星の最大質量（約1.4太陽質量）よりも重い、炭素と酸素から出来た核を形成する恒星は必然的に中心核が崩壊してしまう。これは通常、鉄を含む中心核が生成されて、崩壊を防ぐのに必要なエネルギーを核融合で生成できなくなった際に発生するが、他の状況でも発生する可能性がある。
約64 - 133太陽質量の質量を持つ中心核は非常に高温になり、ガンマ線が自然に電子と陽電子のペアを対生成し、そして中心核のエネルギーが突然失われると中心核は対不安定型超新星（または対生成型超新星）を起こして崩壊する。これは大マゼラン雲と同じ金属量を含んだ非常に大質量の恒星でも発生する可能性があるが、R136a1の炭素と酸素の核は50太陽質量以下と予想されているので、R136a1は対不安定型超新星を起こさないとされている。
鉄で出来た核の崩壊は超新星爆発や、時にはガンマ線バースト（GRB）を引き起こす可能性がある。晩期には水素とヘリウムがほとんど含まれないため、R136a1が起こす超新星爆発の種類はIc型超新星になるとされている。特に質量が大きい鉄の核は、超新星爆発を起こさずに恒星を直接ブラックホールに崩壊させるか、放射性物質のニッケル56（56Ni）がブラックホールに落ち込んで亜光度超新星（Sub-luminous supernova）と呼ばれる超新星爆発を起こす可能性がある。
Ic型超新星では、適切な質量を持って自転している恒星である場合であればガンマ線バーストが発生する。R136a1は中心核が崩壊するかなり前に自転をほぼ止めることが予想されているため、超新星爆発を起こしてもガンマ線バーストは発生しないとされている。
Ic型超新星での中心核の崩壊で残される天体は、元々の中心核の質量に応じて中性子星かブラックホールのいずれかになる。R136a1は中性子星に進化する最大質量を超える質量の中心核を持つので、超新星爆発後に残される天体はブラックホールとなる。